# Achim (Verden)
Achim è una città di 32 379 abitanti della Bassa Sassonia, in Germania.

Appartiene al circondario (Landkreis) di Verden (targa VER).
Achim si fregia del titolo di "comune indipendente" (Selbständige Gemeinde).

## Amministrazione

### Gemellaggi
Achim è gemellata con:
- Nowa Sól, dal 1989
- Cēsis, dal 1992